# 胡安·卡洛斯·阿尔塞 (作家)
胡安·卡洛斯·阿尔塞（Juan Carlos Arce，1958年—），是西班牙作家、小说家和剧作家。
他出生在西班牙阿尔瓦塞特，现时在马德里当法律学者（他之前在Jurpovo总顾问团任律师），曾经在阿尔巴赛特和其他地方多次作关于他的作品和文学的报告。
他曾经因为《战争的颜色》获得小说奖，因《为了继续点火者的问题》获得大学戏剧奖。

## 主要作品
- Melibea不想做女人
- 为了继续点火者的问题
- 沙丘上的高筒帽
- 白色的肖像
- Juana Tenorio 女士的第二次人生
- 皇帝的数学家
- 女人的一半
- 战争的颜色
- 世界的边缘
- 幻想的空间
- 漆黑的夜